# Сьотецу
Сьотецу (1381 — 9 червня 1459) — середньовічний японський поет, теоретик поезії, письменник періоду Муроматі.

## Життєпис
Походив з дрібного самурайського роду. Син Комацу Їсукійо. Народився в невеличкому поселенні Окаяма провінції Біттю. Справжнє ім'я невідоме. 1391 року за невідомих обставин разом з родиною перебирається до столиці держави — Кіото. В цей же час починає складати перші вірші-вака. 1396 року його було відправлено до міста Нари, де той став служити при буддистському храмі. Протягом 5 років вивчав буддистські канони.
1400 року повертається до Кіото, де його наставником в поезії та житті стає відомий на той час поет і чернець Імагава Рйосюн. Під орудою останнього вивчив придворну поезію, класичну літературу Китаю і Японії. Невдовзі стає буддистським ченцем, а 1406 року перебирається на службу до буддистського храму Тофуку-дзі.
З 1417 року починає подорожувати країною. При цьому робить нотатки з побаченого. 1418 року перебував у провінціях Міно й Оварі. Після численних подорожей у 1424 році перебирається до невеличкої хати на околиці Кіото. На цей час стає шанованим поетом і письменником, має численних учнів і поціновувачів, серед них сьогун Асікаґа Йосікадзу.
Втім у 1432 році внаслідок пожежі хати було практично повністю знищено доробок самого Сьотецу (27 тис. віршів у 30 сувоях) і переписані ним твори інших авторів. Водночас новий сьогун Асікаґа Йосінорі менш прихильно ставився до Сьотецу, ніж його попередники. В результаті у Сьотецу було конфісковано спадкові володіння та відмовлено у включенні його віршів до 21 імператорської поетичної антології «Сінсо кукокін вака-сю».
Внаслідок цього поет стає відлюдником протягом декількох років. Лише 1441 року (після загибелі сьгогуна) повертається до Кіото. Новий сьогун Асікаґа Йосімаса повернув Сьотецу конфісковане майно та надав покровительство. З цього часу починається новий плідний творчий етап поета і письменника. З початку 1450-х років дедалі частіше хворів. Помер 1459 року в Кіото.

## Творчість
Належав до поетичної школи Редзей, що сперечалася за першість зі школою Нідзьо. В своєму стилі наслідував Фудзівара но Тейка. Складав різні форми вака і ренґа. Загалом його доробок викликає дискусії, але на думку дослідника Стівена Картера він становить понад 31 тис. віршів, серед яких 4 тис. — танка. Дотримувався принципу вабі-сабі. Значна частина (11 тис. віршів) увійшла до власної збірки «Сьокон-сю».
Важливою працею стала «Сьотецу-моноґатарі» — трактат у двох сувоях з поетичного мистецтва. Вважається, що остаточна редакція належить учням Сьотецу, які зробили її за його настановами і записами. Тут представлено уривки з відомих творів, їх аналіз, думки щодо складання віршів для поетів-початківців, їх поєднання з естетикою, приведено випадки з життя знаних поетів.
Також є автором численних робіт про пам'ятки класичної японської літератури, зокрема «Записки від нудьги». У доробку Сьотуцу є подорожні нариси «Наґусамеґуса», в яких описано його мандрівки Японією.